# Augustinergasse
Augustinergasse es un camino medieval que hoy forma parte de la zona peatonal de la ciudad de Zürich, Suiza. Lleva el nombre de la antigua abadía agustina que ahora es Augustinerkirche, la antigua iglesia del convento que fue suprimida en 1525. Hace tiempo fue uno de los puntos nodales de las carreteras y el transporte público entre Münsterhof, St. Peterhofstatt, la actual plaza Münzplatz y una de las puertas en las fortificaciones de las murallas medievales de la ciudad. Hoy, al igual que el Limmatquai, Augustinergasse es una sección de la extensión sur de los paseos del Seeuferanlage que se construyeron entre 1881 y 1887 y una de las atracciones para visitantes más conocidas de la zona más antigua de la ciudad de Zúrich.

## Ubicación
Limita al norte con  Münzplatz y con St. Peterhofstatt hacia Münsterhof, lleva el nombre del antiguo monasterio agustino, ahora la iglesia Augustinerkirche. El Rennweg, anteriormente el  Rennweg – Augustinergasse parada de las líneas 6,  7,  11 y 13 del Sistema de tranvías de Zúrich se encuentra a 150 metros más al sur a lo largo de la carretera  Bahnhofstrasse.

## Puntos de interés
Augustinergasse fue el hogar de los artesanos medievales de Zürich. A partir del siglo XVII, los ricos propietarios de fábricas se establecieron allí, lo que dio lugar a una "competencia" abierta por la mejor fachada. Los puntos turísticos más destacados son los numerosos ventanales de estas casas de colores, junto con algunas tiendas, cafeterías y restaurantes orientados principalmente al turismo; por lo tanto, la pequeña calle es probablemente una de las calles más coloridas de Zúrich. Mucho más modestamente decorado está el exterior de la antigua iglesia monasterio, la Augustinerkirche  que actualmente es la iglesia parroquial de la comunidad católica de Zúrich.

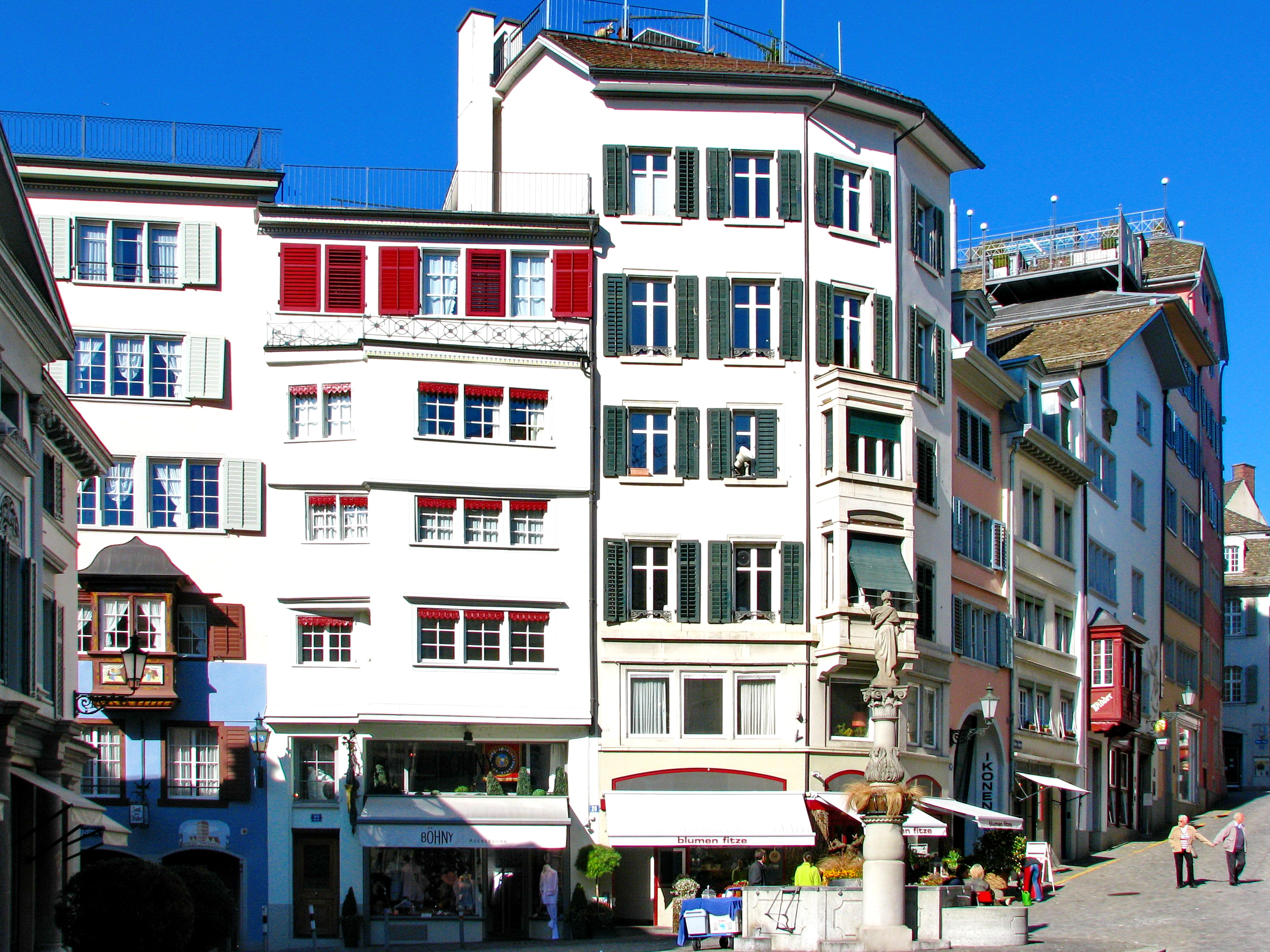
A la derecha Münzplatz, Glockengasse
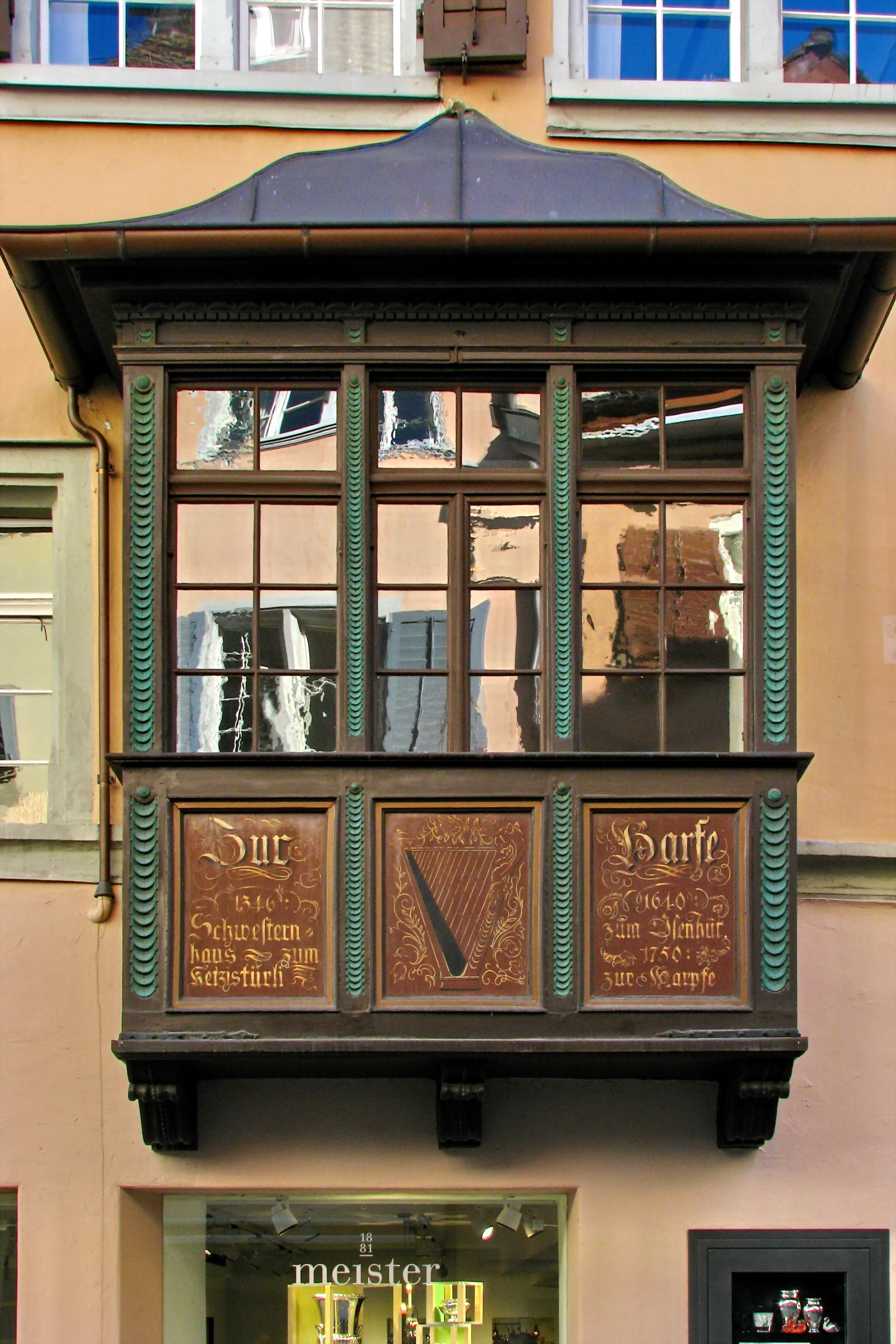
Uno de los típicos ventanales
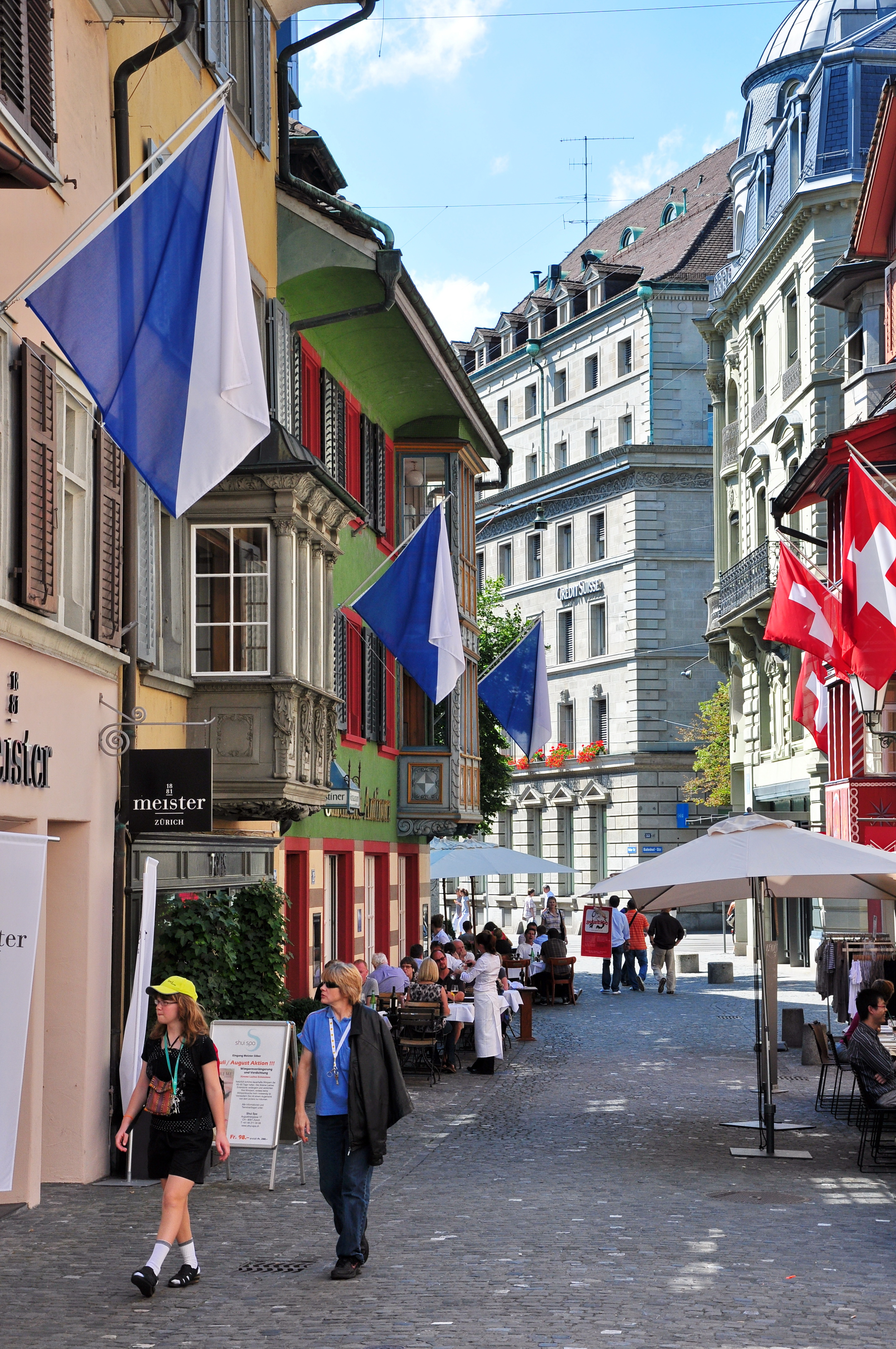
Vista desde Münzplatz hacia Bahnhofstrasse
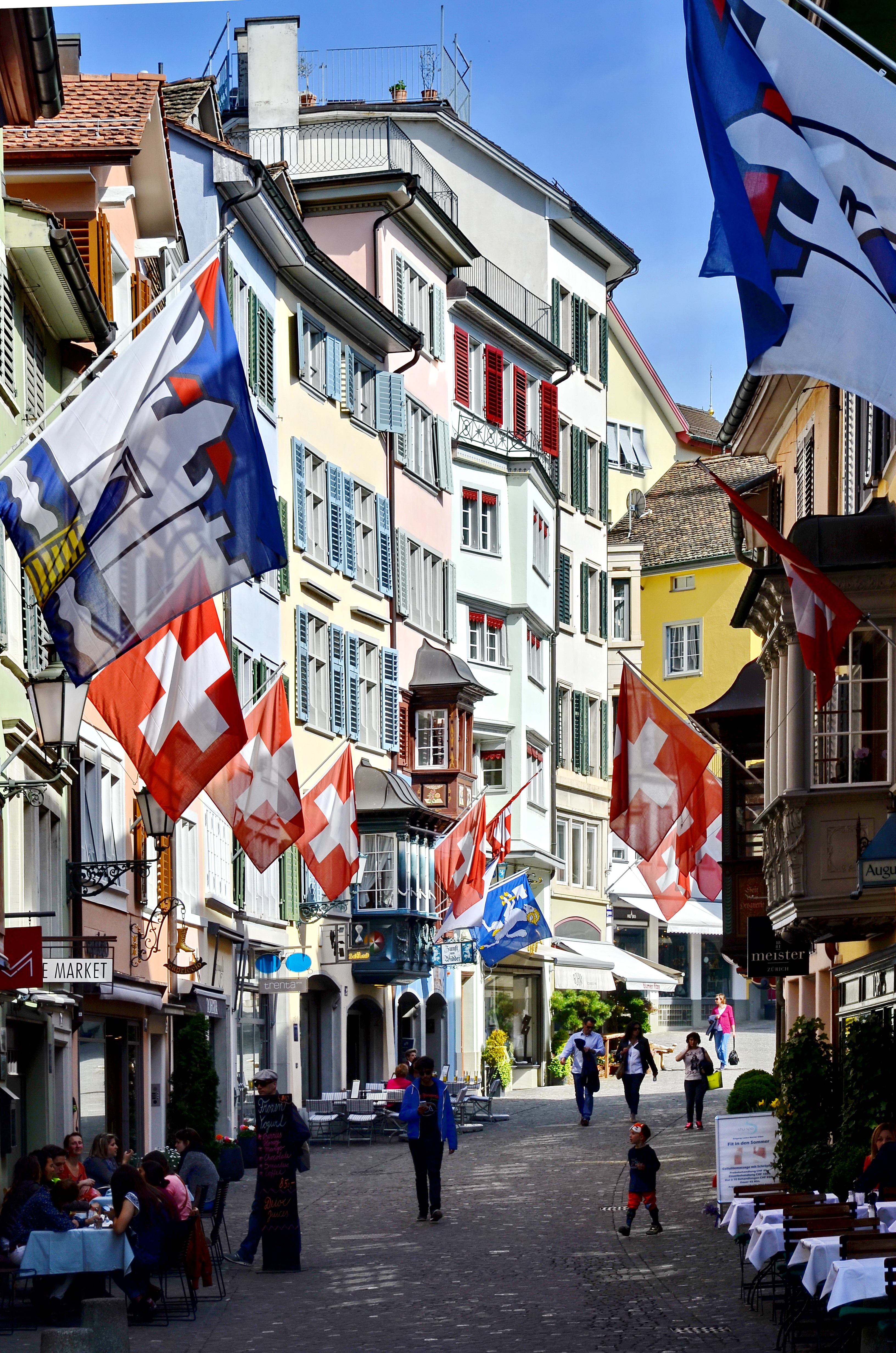
Vista desde Bahnhofstrasse, edificios decorados para Sechseläuten 2015
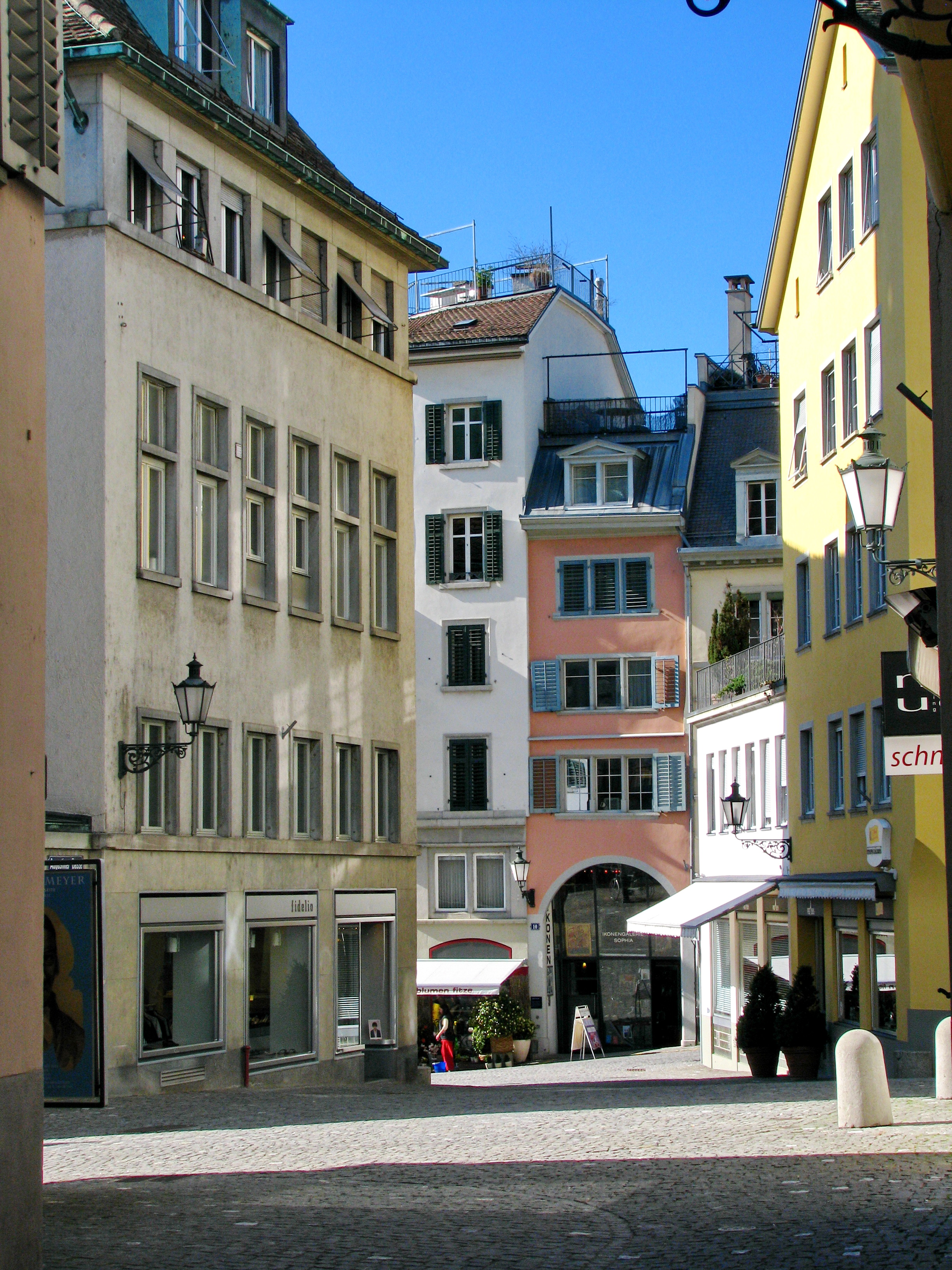
Alto Augustinergasse
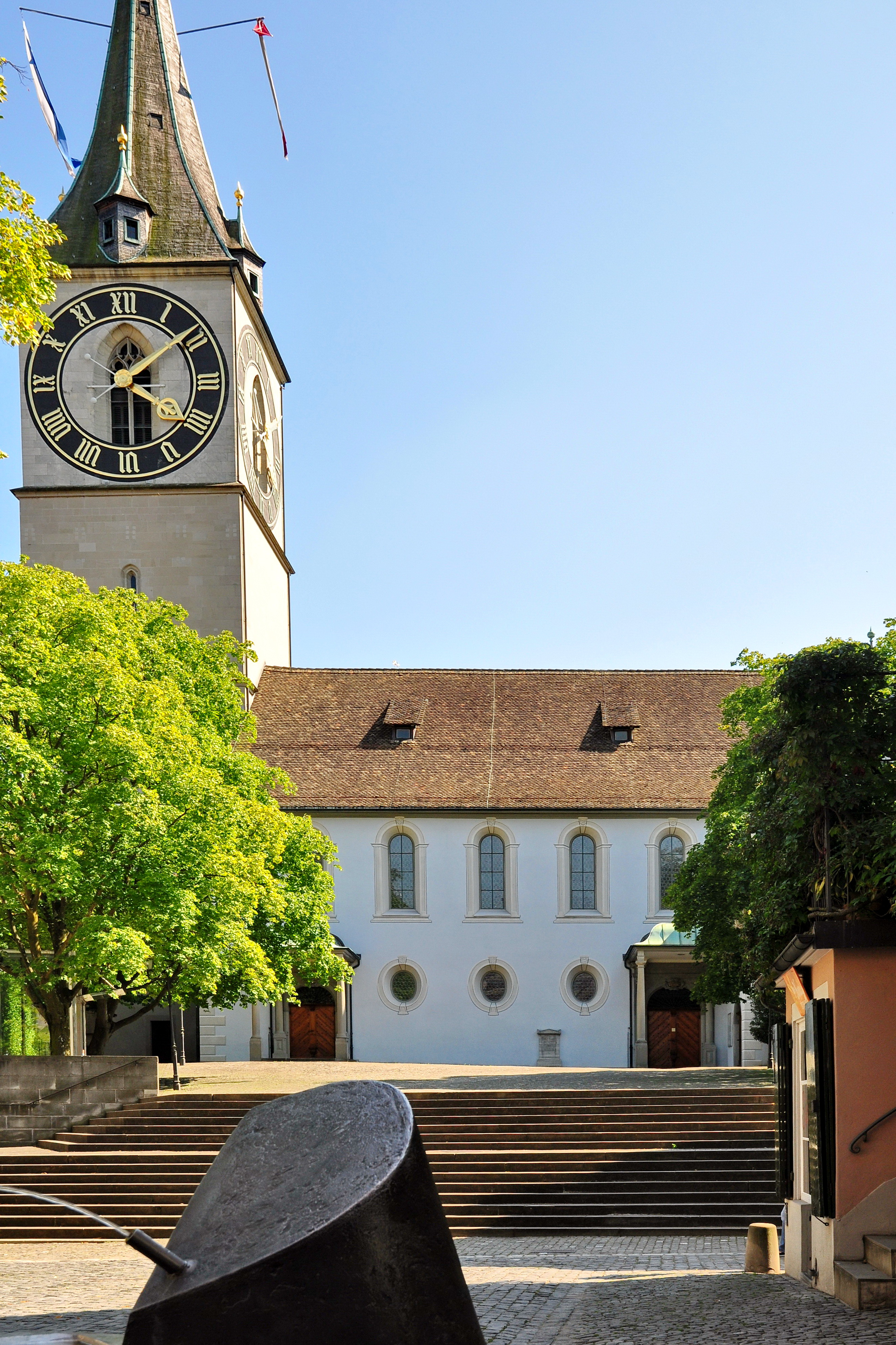
Iglesia de San Pedro

### Münzplatz

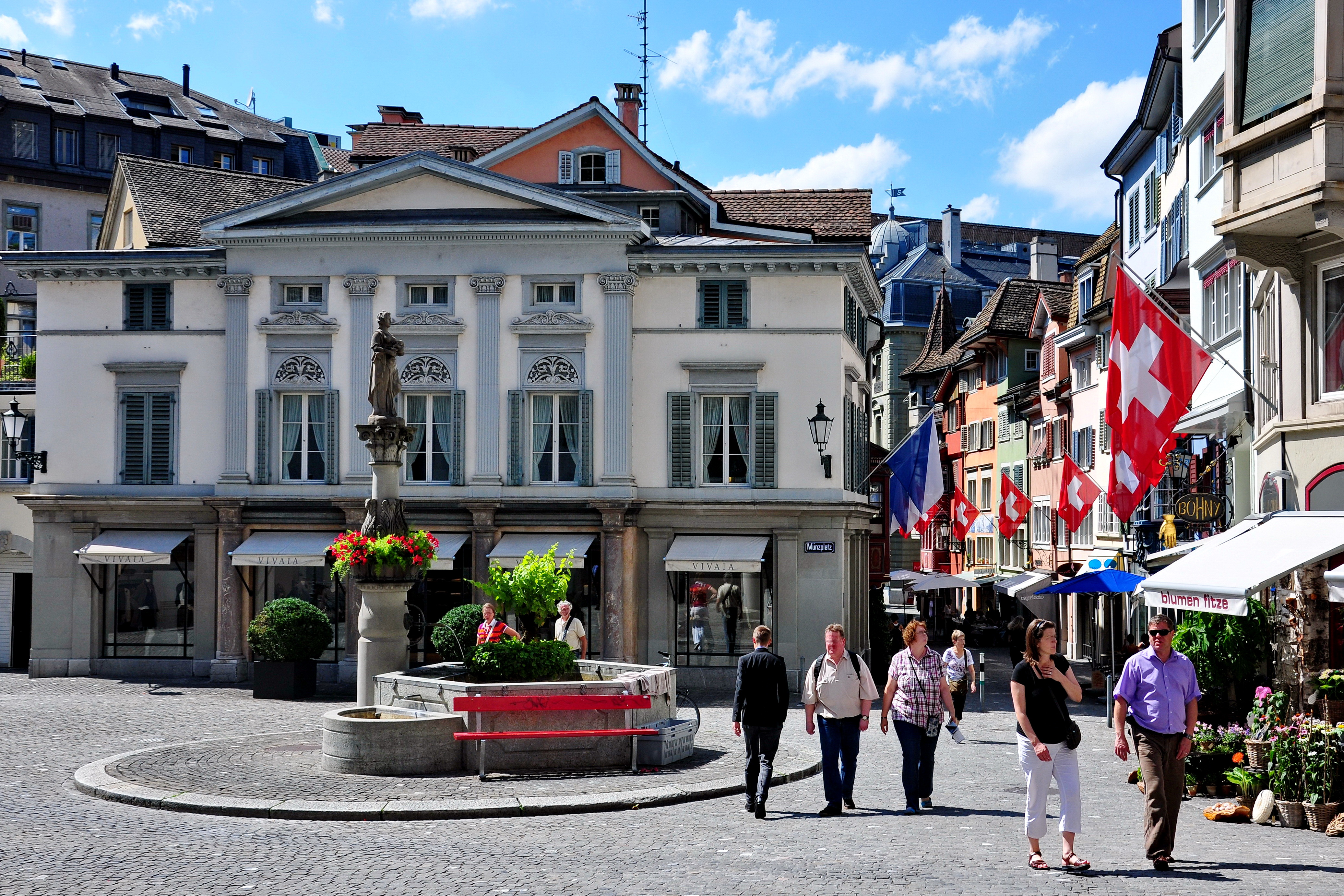
Münzplatz y Folderbrunnen, Augustinerkirche a la izquierda, Augustinergasse a la derecha.

La iglesia agustina se transformó durante la Reforma en Zürich en un taller secular, y sirvió como ceca y espacio de almacenamiento. Desde 1596 hasta 1841, su coro sirvió como residencia del distrito de la ceca y del maestro de la ceca, y en la "Jakobskapelle", los maestros de la ceca armaron sus troqueles en relieve. Por lo tanto, el Münzplatz fue llamada así después de que la ceca estuviera en el coro. El llamado Folderbrunnen fue construido en 1537 como pozo de agua para la localidad y sigue siendo un punto de encuentro popular entre locales y turistas.

### Augustinerkirche

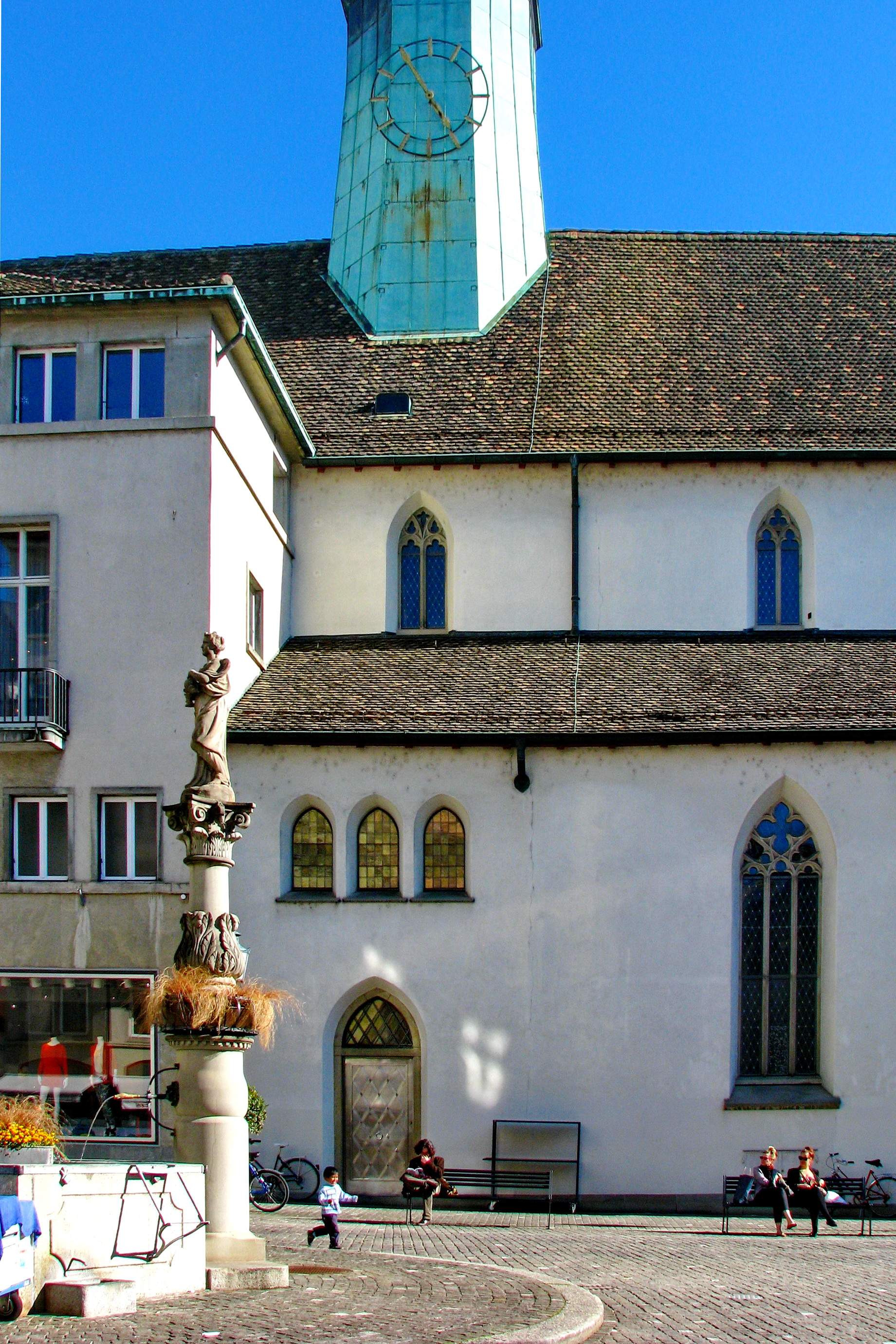
Augustinerkirche vista desde Münzplatz

Augustinerkirche fue una de las cinco iglesias principales en la ciudad medieval de Zürich. Construida por primera vez alrededor de 1270 como iglesia románica perteneciente a la abadía agustina, con ocasión de la Reforma se suspendió el culto en la iglesia. En 1841, la comunidad católica de Zúrich planeó reconstruir el edificio para conmemorar la antigua iglesia agustina, pero, como la mayoría de la comunidad católica rechazó las decisiones del Concilio Vaticano I de 1870, toda la comunidad fue expulsada de la iglesia católica. Por la misma razón, Augustinerkirche sigue siendo su iglesia parroquial. Hoy en día, el edificio es una de las tres iglesias medievales en el distrito Lindenhof de la ciudad de Zürich.

## Historia
En la Edad Media europea, fue como es en la actualidad, una pequeña calle dentro de las fortificaciones de Zürich, que lleva desde St. Peterhofstatt a la Iglesia de San Pedro, pasando el antiguo monasterio agustino debajo de la colina Lindenhof, hacia la llamada puerta pequeña Kecinstürlin en el foso sur Fröschengraben y el Rennwegtor. El foso interno fue impuesto por el Schanzengraben y construido posteriormente. Pero, lo que es histórica y científicamente más interesante es el descubrimiento de alrededor del siglo I a. C. de la cultura de La Tène. Los arqueólogos encontraron hallazgos célticos - Helvetii oppidum  Lindenhof, cuyos restos fueron descubiertos en campañas arqueológicas en los años 1989, 1997, 2004 y 2007 en Lindenhof, Münsterhof y Rennweg, y también en la década de 1900, pero los hallazgos fueron identificados erróneamente como objetos romanos. Aún no comprobado arqueológicamente, pero sugerido por los historiadores, así como por la primera construcción de la plaza Münsterbrücke actual, la actual plaza Weinplatz era el antiguo puerto civil de los celta-romanos Turicum.

## Augustinerturm
Augustinerturm fue la torre que lleva el nombre del priorato de los agustinos, y formó parte de la tercera fortificación de la margen izquierda. Estaba situada cerca de la Augustinerkirche. Hay hallazgos de importantes restos de torres, que vieron la luz con motivo de los trabajos de cimentación en el actual Bahnhofstrasse 40. El castro adjunto fue demolido en 1811.

## Augustinertor y Augustinerbollwerk

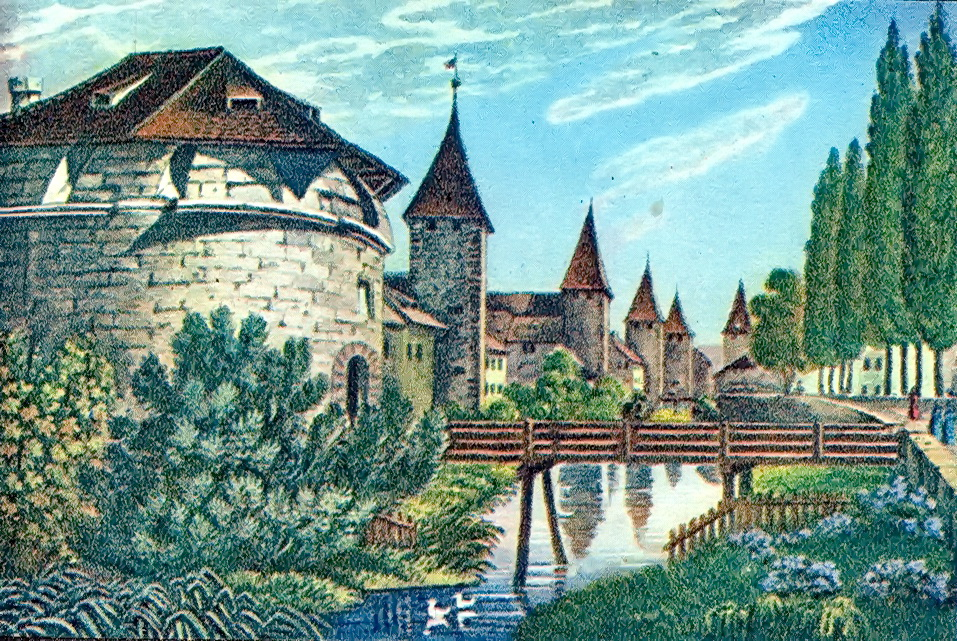
Augustinertor y Fröschengraben alrededor de 1800

Augustinertor  y  Augustinerbollwerk  fueron parte de las fortificaciones del siglo XVI. Estaban situados cerca de la actual Augustinerkirche. En 1575 se reemplazó la puerta anterior "Kecinstürlin", una puerta pequeña, y la construcción duró hasta 1578. No se documentaron más detalles, pero el baluarte fue probablemente un edificio circular, grande y sin adornos en el foso  Fröschengraben. Por lo general, entronizadas sobre la puerta estaban los escudos de armas de Zürich, hechos de piedra. La puerta también era conocida como  Augustinertörlein , que significa la pequeña puerta agustiniana. En la última serie de mapas de Bullinger y en los dibujos del ilustrador Franz Hegi, el bastión tenía un techo de tejas rojas. El baluarte fue demolido entre 1811 y 1813.

## Literatura
- Christine Barraud Wiener and Peter Jezler: Die Stadt Zürich I. Stadt vor der Mauer, mittelalterliche Befestigung und Limmatraum. In: Die Kunstdenkmäler des Kantons Zürich, Wiese Verlag, Basel 1999, ISBN 978-3-9061-3171-9.